# Betelgeuze (ster)

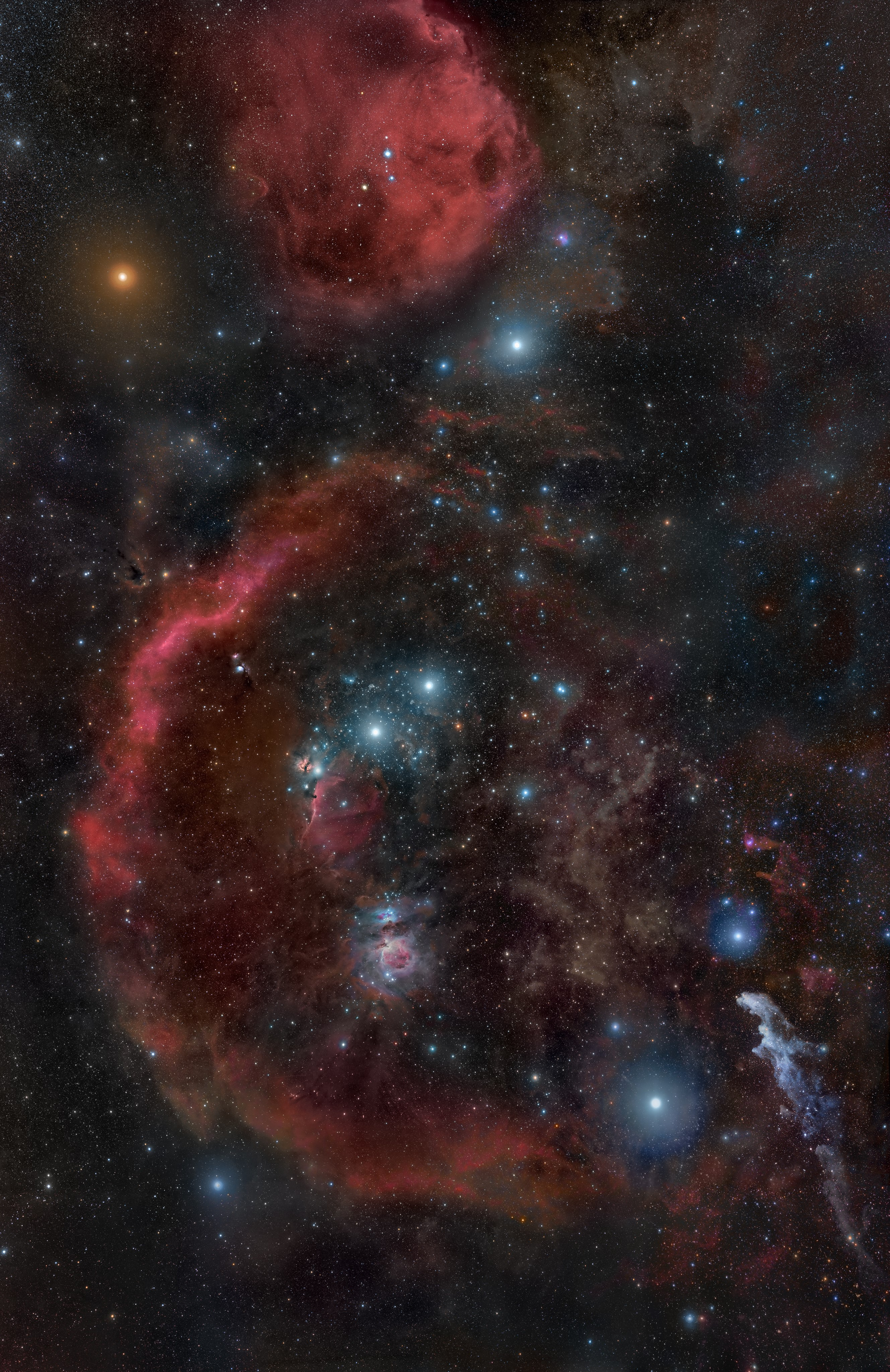
Het Orioncomplex met linksboven Betelgeuze

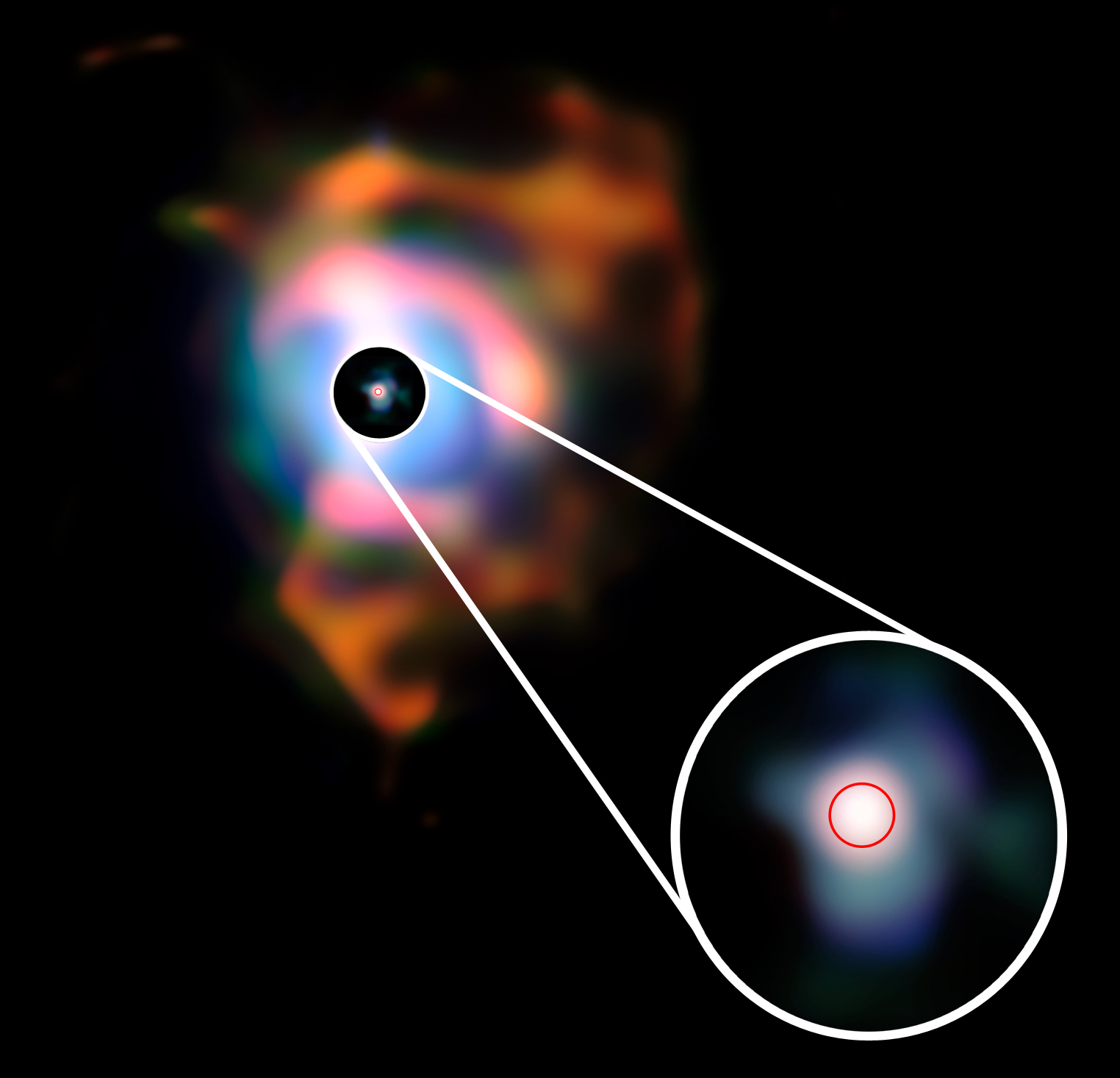
Optische opname, gemaakt door de Very Large Telescope van de circumstellaire nevel rond Betelgeuze

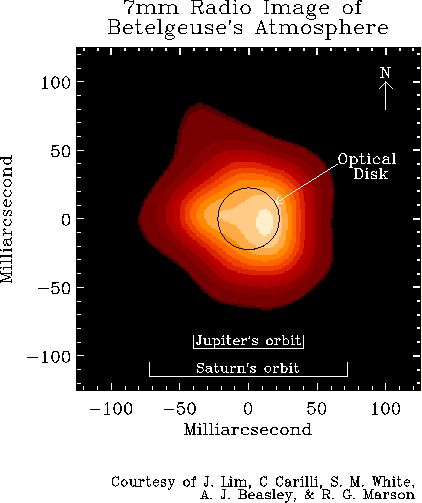
Stofemissie bij een golflengte van 7mm van de atmosfeer van Betelgeuze (ALMA)

Betelgeuze (alpha Orionis, ook bekend als Betelgeuse, Betelgeux, Beteiguex, Bételgeuse en Al Mankib) is na Rigel de helderste ster in het sterrenbeeld Orion. De ster staat op 500 tot 600 lichtjaar van de aarde. Het is een rode superreus met spectraalklasse M1-M2 en lichtkrachtklasse Ia-Iab. 
De naam van de ster is van oorsprong Arabisch. In die taal heet de ster yad al-djoeza (hand van de reus), maar door een leesfout is de naam van de ster in de westerse talen van ibt al-djoeza (oksel van de reus) afgeleid.

## Grootte
Het is na de zon en R Doradus de ster met de grootste schijnbare diameter: 0,047 boogseconden (zon=30 boogminuten), en daardoor is Betelgeuze bij extreme vergrotingen als schijfje te zien. De diameter van de ster is ca. 1180 keer de diameter van de zon. Als Betelgeuze op de plek van de zon zou staan, dan zou hij zich helemaal uitstrekken tot aan Jupiter. In waarnemingen tussen 1993 en 2009 kromp de diameter echter met 15%, overigens zonder dat de helderheid beduidend afnam.

## Variabiliteit

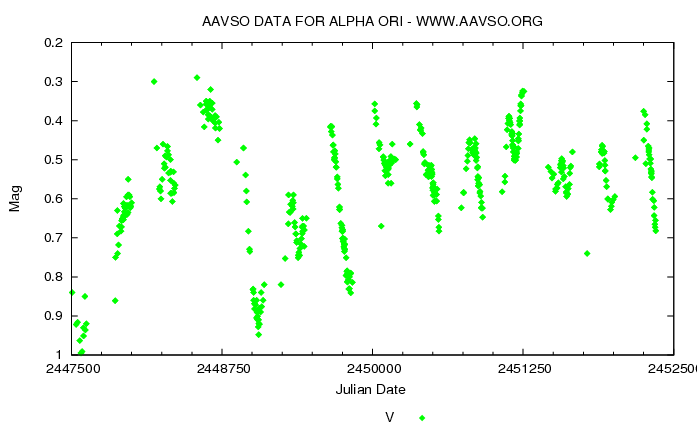
De lichtkromme van Betelgeuze tussen 4 dec 1988 en 13 aug 2002

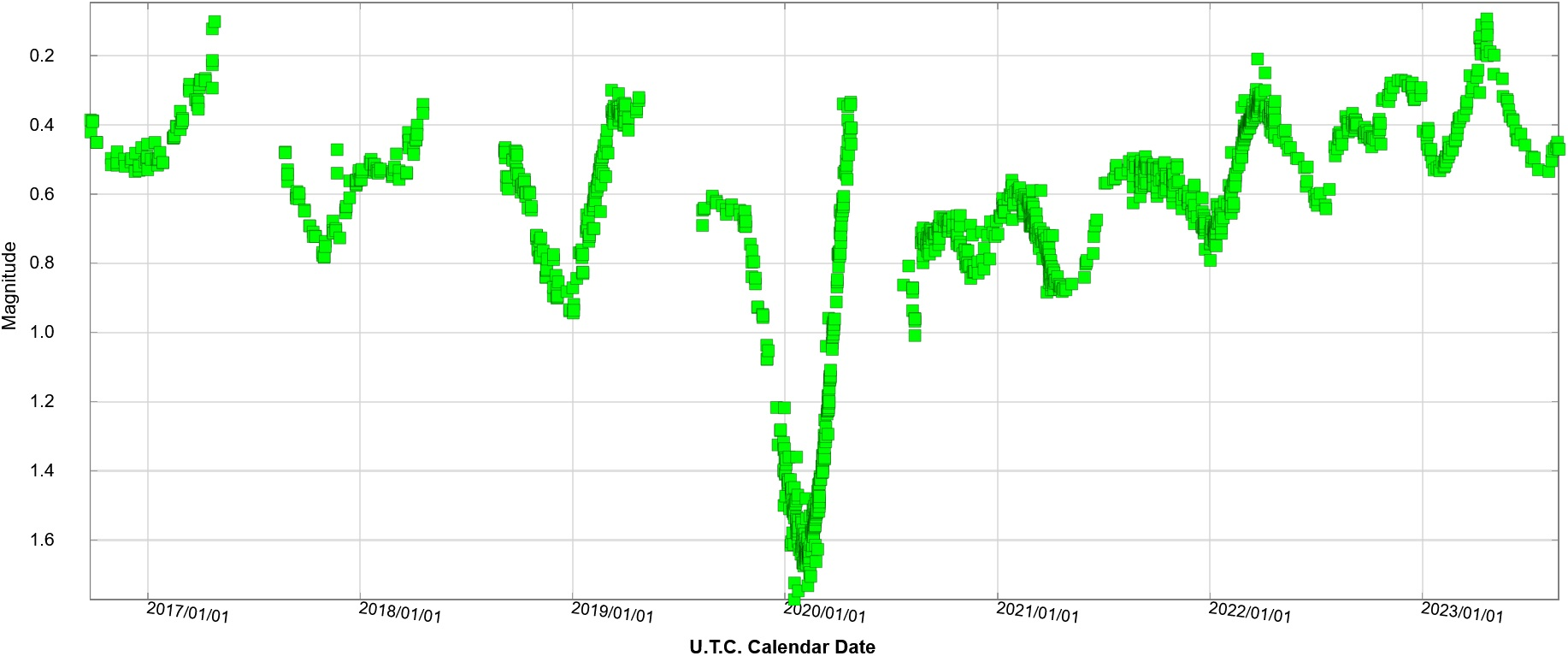
De lichtkromme van Betelgeuze laat zien dat de ster tussen november 2019 en februari 2020 1 magnitude zwakker werd. Daarna werd de ster weer helderder.

De variabiliteit van Betelgeuze is ontdekt in 1836 door John Herschel.
Betelgeuze is een halfregelmatige veranderlijke rode superreus met een periode van ongeveer 5,9 jaar en een van ongeveer 425 dagen.
In oktober 2019 begon Betelgeuze aanzienlijk minder licht uit te stralen. Eind december 2019 was hij een factor 2,5 lichtzwakker geworden, van magnitude 0,5 tot 1,5. Daarmee was hij beduidend lichtzwakker geworden dan de ster Aldebaran.
Het dieptepunt van die dip lag in februari 2020 waarbij de lichtsterkte tussen de 34 en 38 procent van zijn gemiddelde lichtsterkte was. Daarna begon de lichtsterkte weer toe te nemen. Eind april 2020 had de ster zijn normale helderheid weer terug. De dip werd waarschijnlijk veroorzaakt doordat Betelgeuze enorme hoeveelheden gassen uitstootte die het schijnsel verzwakten. De temperatuur en de omvang van de ster werden volgens astronoom Emily Levesque niet minder.

## Evolutionair stadium
Betelgeuze is aan het eind van zijn leven, en kan op 'ieder moment' een supernova worden, d.w.z. exploderen, waarbij enkele dagen zeer veel licht wordt uitgestraald. 'Ieder moment' is overigens op astronomische schaal, het kan ook nog wel enige tienduizenden jaren duren. Wanneer het gebeurt zal Betelgeuze, gezien vanaf de aarde, waarschijnlijk helderheid -10 bereiken, en daarmee 250 maal zo helder zijn als Venus en 2500 maal zo helder als Sirius. Dat is niet veel zwakker dan de volle maan, zodat hij ook overdag goed zichtbaar zou moeten zijn. Theoretisch valt niet uit te sluiten dat Betelgeuze reeds is geëxplodeerd, aangezien hij op 500 tot 800 lichtjaar van de aarde staat (en zijn licht dus 5 tot 8 eeuwen nodig heeft om de aarde te bereiken, en de explosie dus 5 tot 8 eeuwen later pas zichtbaar zal zijn vanaf de aarde), maar de kans hierop is gering.

## Oppervlak
Begin 2010 heeft een internationaal team van sterrenkundigen bekendgemaakt dat een gedetailleerde opname van de ster is gemaakt. Daarop zijn twee heldere vlekken te zien op het oppervlak van de superreus. De omvang van deze vlekken is vergelijkbaar met de afstand tussen zon en aarde, zo'n 150 miljoen kilometer. De vlekken worden veroorzaakt door opstijgend heet gas uit het inwendige van de ster, dat een groot deel van het steroppervlak bedekt.